# Абадон
Термин Абадон ('Ǎḇaddōn) и његов грчки еквивалент Аполион (грч. Ἀπολλύων) се у Библији појављују као израз за место разарања и име једног анђела. У хебрејској Библији Абадон је име за бездан и често се појављује уз реч שאול (шеол), што значи царство мртвих. У Новом завету, у Књизи Откровења, анђео по имену Абадон се описује као краљ војске скакаваца; његово име се преузима на грчком (откровење 9:11: "И имаху над собом цара анђела бездана којему је име Чивутски Авадон, а Грчки Аполион."). Латински Вулгата и Дуоај Реимс Библија имају две додатне напомене (које нису присутне у Грчком тексту), "in Latin Exterminans", где Exterminans значи "уништитељ".

## Порекло имена
Према Браун-Драјвер-Бригс лексикону, хебрејски Абадон (хебр. אֲבַדּוֹן, авадон) је интензиван облик семитског корена и глагола Абад (хебр. אָבַד) "пропасти" (приближније "уништити"), који се јавља 184 пута у хебрејској Библији. Септуагинта, рани грчки превод хебрејске Библије, преводи "Абадон" као "грч. απωλεια", док је грчки Аполион долази из аполуми (грч. απολλυμι), "уништити". Грчки израз Аполион (грч. Απολλυων, "разарач"), је активан партицип од аполуми, и не користи се као име у класичним грчких текстовима.